# Saint-Goin
Saint-Goin település Franciaországban, Pyrénées-Atlantiques megyében. Lakosainak száma 224 fő (2022. január 1.). Saint-Goin Aren, Barcus, Géronce és Geüs-d’Oloron községekkel határos.

## Népesség
A település népessége az elmúlt években az alábbi módon változott:
| Lakosok száma | 221  | 217  | 228  | 230  | 237  | 237  | 232  | 230  | 224  |
|               | 2013 | 2015 | 2016 | 2017 | 2018 | 2019 | 2020 | 2021 | 2022 |